# Natwarlal
Natwarlal (1912 - 25 de julho de 2009) foi um notável vigarista indiano conhecido por seus crimes de alto perfil e fugas da prisão, incluindo ter supostamente "vendido" repetidamente o Taj Mahal, o Forte Vermelho, o Rashtrapati Bhavan e a Casa do Parlamento da Índia.

## Vida
Natwarlal nasceu Mithilesh Kumar Srivastava na vila de Bangra, no distrito de Siwan de Bihar. Ele era o mais velho de dois irmãos. Seu pai era um chefe de estação.
Natwarlal descobriu sua habilidade de falsificar depois que um vizinho o enviou para depositar seus cheques bancários. Percebendo que poderia facilmente falsificar a assinatura de seu vizinho, ele conseguiu sacar 1.000 rúpias da conta de seu vizinho antes que ele percebesse. Fugindo para Calcutá, Natwarlal se matriculou como estudante para um bacharelado em comércio enquanto trabalhava como corretor de ações casual. Ele também tentou abrir um negócio de tecidos, mas não conseguiu.
Dizem que sua casa em Bangra foi demolida pelos britânicos, embora as terras ainda pertençam à sua família.